# Friedrich Hauser (Archäologe)
Friedrich Hauser (* 1859 in Stuttgart; † 20. Februar 1917 in Baden-Baden) war ein deutscher klassischer Archäologe.

## Leben
Friedrich Hauser studierte Klassische Archäologie an der Universität Straßburg und wurde bei Adolf Michaelis mit der Dissertation Die neu-attischen Reliefs promoviert (gedruckt Stuttgart 1889). Für das Jahr 1890/1891 erhielt er das Reisestipendium des Deutschen Archäologischen Instituts. Sein weiteres Leben verbrachte Hauser als Privatgelehrter in Rom. 1903 wählte ihn das Österreichische Archäologische Institut zum wirklichen Mitglied im Ausland. Nach Ausbruch des Ersten Weltkriegs floh er kurz vor dem Kriegseintritt Italiens zu Weihnachten 1914 in die Heimat und starb dort wenige Jahre später im Kurort Baden-Baden.
Hausers Forschungen zur antiken Plastik und Vasenmalerei bedeuteten große Fortschritte für die Archäologie des 20. Jahrhunderts. Sein Biograph Werner Fuchs schreibt über seine Publikationen: „Auch wo er irrt, ist sein Irrtum oft aufschlußreicher als manche richtige Behauptungen anderer“.